# Leptoderris
Genre
Leptoderris est un genre de plantes à fleurs dicotylédones de la famille des Fabaceae (légumineuses), sous-famille des Faboideae, originaire d'Afrique tropicale, qui comprend environ 27 espèces acceptées.
Ce sont des lianes, parfois des arbustes, qui se rencontrent dans les forêts pluviales tropicales  ou les forêts saisonnièrement sèches.

## Liste d'espèces
Selon The Plant List (21 décembre 2018) :
- Leptoderris aurantiaca Dunn
- Leptoderris brachyptera (Benth.) Dunn
- Leptoderris claessensii De Wild.
- Leptoderris congolensis (De Wild.) Dunn
- Leptoderris coriacea De Wild.
- Leptoderris cyclocarpa Dunn
- Leptoderris cylindrica De Wild.
- Leptoderris fasciculata (Benth.) Dunn
- Leptoderris gilletii De Wild.
- Leptoderris glabrata (Baker) Dunn
- Leptoderris goetzei (Harms) Dunn
- Leptoderris harmsiana Dunn
- Leptoderris hypargyrea (Harms) Dunn
- Leptoderris klaineana Pierre & De Wild.
- Leptoderris laurentii (De Wild.) De Wild.
- Leptoderris ledermannii Harms
- Leptoderris macrothyrsa (Harms) Dunn
- Leptoderris micrantha Dunn
- Leptoderris miegei Ake Assi & Mangenot
- Leptoderris mildbraedii Harms
- Leptoderris nobilis (Baker) Dunn
- Leptoderris oxytropis Harms
- Leptoderris pycnantha Harms
- Leptoderris reygaertii De Wild.
- Leptoderris tomentella Harms
- Leptoderris trifoliolata Hepper
- Leptoderris velutina Dunn